# Ewing (Virgínia)
Ewing és una concentració de població designada pel cens dels Estats Units a l'estat de Virgínia. Segons el cens del 2000 tenia 436 habitants.

## Demografia
Segons el cens del 2000, Ewing tenia 436 habitants, 183 habitatges, i 127 famílies. La densitat de població era de 43,4 habitants per km².
Dels 183 habitatges en un 32,2% hi vivien nens de menys de 18 anys, en un 54,6% hi vivien parelles casades, en un 12% dones solteres, i en un 30,1% no eren unitats familiars. En el 27,9% dels habitatges hi vivien persones soles el 13,1% de les quals corresponia a persones de 65 anys o més que vivien soles. El nombre mitjà de persones vivint en cada habitatge era de 2,38 i el nombre mitjà de persones que vivien en cada família era de 2,91.
Per edats la població es repartia de la següent manera: un 25,5% tenia menys de 18 anys, un 6,9% entre 18 i 24, un 24,8% entre 25 i 44, un 26,4% de 45 a 60 i un 16,5% 65 anys o més.
L'edat mediana era de 40 anys. Per cada 100 dones de 18 o més anys hi havia 84,7 homes.
La renda mediana per habitatge era de 22.292 $ i la renda mediana per família de 30.278 $. Els homes tenien una renda mediana de 26.154 $ mentre que les dones 23.250 $. La renda per capita de la població era d'11.722 $. Entorn del 20,3% de les famílies i el 27,1% de la població estaven per davall del llindar de pobresa.

## Poblacions més properes
El següent diagrama mostra les poblacions més properes.